# 극장판 미소녀전사 세일러문 R
극장판 미소녀전사 세일러문 R는 미소녀전사 세일러문 R의 극장판이다. 메이크업! 세일러 전사와 동시 상영하였다.